# Liszti János
Liszti János (Nagyszeben, 15?? november 11. – Prága, 1578. január vagy február 22.) római katolikus püspök volt.

## Élete és munkássága
Fiatal korában az udvari kancellária titkára volt. Felesége halála után lépett be a papi rendbe. Az országgyűlésen magyar nyelven szólalt fel. 1568. június 4-én nevezték ki a veszprémi egyházmegye élére. 1572 közepén Rudolf magyar király a győri püspökség élére helyezte át.
Több latin nyelvű műve ismeretes, többek között történelmi jegyzetei Bonfini történetéhez. Az ő művéből ismerjük többek között Miksa magyar király koronázásának részleteit.